# Them Crooked Vultures (álbum)
Them Crooked Vultures es el álbum debut del supergrupo de rock Them Crooked Vultures, que fue lanzado el 17 de noviembre de 2009. El álbum fue producido por la banda, que comprende al vocalista y guitarrista Josh Homme (Queens of the Stone Age, Kyuss), al bajista y tecladista John Paul Jones (Led Zeppelin) y al baterista Dave Grohl (Foo Fighters, Nirvana). El primer sencillo del álbum, "New Fang", fue lanzado el 26 de octubre de 2009. El 3 de noviembre de 2009, lanzan su segundo sencillo, mediante descarga gratuita de iTunes, el cual se titula "Mind Eraser, No Chaser". Durante la semana previa al lanzamiento del álbum, éste se pudo escuchar por completo en el canal de la banda en YouTube.
El álbum debutó en el puesto 12 en Billboard 200, vendiendo 70.000 unidades en los Estados Unidos en su primera semana.

## Lista de canciones
| N.º | Título                                                  | Duración |  |
| 1.  | «No One Loves Me & Neither Do I»                        | 5:10     |  |
| 2.  | «Mind Eraser, No Chaser»                                | 4:07     |  |
| 3.  | «New Fang»                                              | 3:49     |  |
| 4.  | «Dead End Friends»                                      | 3:15     |  |
| 5.  | «Elephants»                                             | 6:50     |  |
| 6.  | «Scumbag Blues»                                         | 4:26     |  |
| 7.  | «Bandoliers»                                            | 5:42     |  |
| 8.  | «Reptiles»                                              | 4:16     |  |
| 9.  | «Interlude with Ludes»                                  | 3:45     |  |
| 10. | «Warsaw or the First Breath You Take After You Give Up» | 7:50     |  |
| 11. | «Caligulove»                                            | 4:55     |  |
| 12. | «Gunman»                                                | 4:45     |  |
| 13. | «Spinning in Daffodils»                                 | 7:28     |  |